# Bakhounou

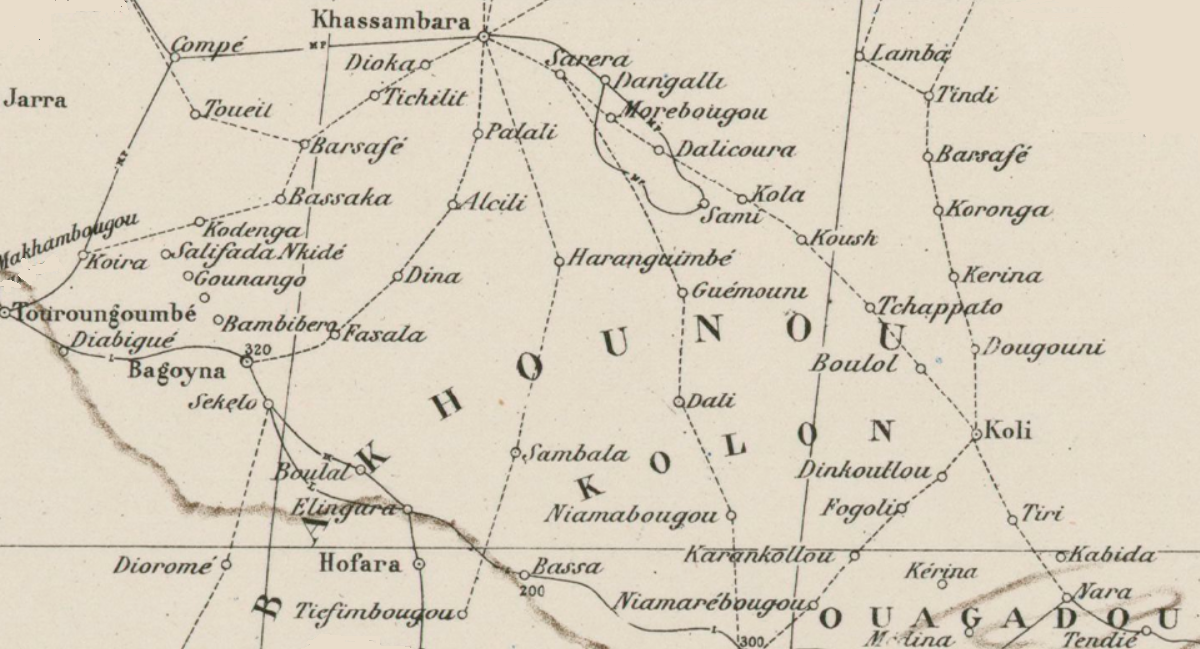
Mapa de Bakhounou

El Bakhounou (o Bakounou) és una província soninké del Mali. Està situada a l'est de Kaarta i a l'oest de Tombuctú. Goumbou queda situada al sud-est de la regió. La seva capital al segle xix és indicada com Balé, però aquest nom no apareix a una carta francesa prou detallada.

## Història
Els peuls es van instal·lar al Bakhanou als segles XV i XVI.
El 1512, Askia Mohamed va acabar la pacification de la regió del Bakhounou, tinguda per les Peuls de Tenguella – el pare de Koli Tenguella –, que va resultar mort.
Durant la conquesta francesa de Kaarta el 1890-1891, el tinent Marchand havia sortit de Kayes el 21 d'octubre de 1890 amb un escamot de spahis (tinent Hardiviller), va reclutar a Kita, Koundou i Bamako grups indígenes amb els quals va formar una companyia de tiradors auxiliars (sotstinent Charbonnié). Va baixar llavors per la riba esquerra del Níger fins a Nyamina i, a través de Banamba, va arribar a Koumi on se li va unir el doctor Neyret com adjunt al seu destacament. Alertat que Ahmadu buscava retirar-se a Macina per Goumbou i Sokolo, va avançar al nord-est cap a Damfa i Goumbou, cobert per la seva esquerra pels contingents bambares del Bélédougou que eren a Balé, capital del Bakhounou. D'allí va continuar per Danghéli cap a Bassaka i, des del 21 de desembre, controlava totes les sortides de les rutes procedents de Kaarta.
D'altra banda el cap bambara N'Tow Diarra, va avançar fins a Dioumantigué; la gent d'aquesta població important se sentia prou forta per aturar a Ahmadu si es presentava i en aquestes condicions N'Tow va retornar a Ségou.
Del 21 de desembre de 1890 a l'1 de gener de 1891 el tinent Marchand va fer reconeixements a la regió per fer la topografia i establir els diversos punts d'aigua. L'1 de gener de 1891, quan Archinard va entrar a Nioro, Marchand ja tenia tancades totes les rutes de l'est sobre una línia de 100 km, del bucle nord del Baoulé (afluent del Bakhoy) fins als territoris maures, guardats per 1500 infants i 800 cavalls. La companyia de tiradors estava establerta a un lloc central, Bagoina, per acudir ràpidament on fos necessari.